# Glenea bougainvillei
Glenea bougainvillei är en skalbaggsart. Glenea bougainvillei ingår i släktet Glenea och familjen långhorningar.

## Underarter
Arten delas in i följande underarter:
- G. b. bougainvillei
- G. b. guadalcanalensis